# Arnulf Rainer
Arnulf Rainer (Baden, Àustria, 8 de desembre de 1929) és un pintor austríac reconegut internacionalment pel seu art informal abstracte.
Arnulf Rainer va nàixer el 8 de desembre de 1929. Fou un pintor austríac que va destacar durant la segona meitat del segle XX com a pintor d'art abstracte. A principis dels anys 50 del segle passat, va fundar amb altres artistes el col·lectiu Hundsgruppe, que va rebre una gran influència del surrealisme. Aquest grup d'artistes sols va fer una exposició, la qual va tindre un fatal desenllaç, amb Rainer cridant al públic i descontent pel discurs inicial que havia donat Ernest Fuchs.
És en aquest moment quan l'artista decideix començar una sèrie d'obres anomenades les Pintures Ceges, les quals realitzava amb els ulls embenats. Per a ell la disciplina no calia tindre-la, i es va dedicar a abandonar les escoles d'art a les que accedia.
És un artista que comparteix característiques i principis amb altres, però no encaixa en ningun grup establert. És basava en els sentiments, per a ell, l'important és el cos; els materials i tècniques amb les quals s'anava a executar l'obra li eren assumpts secundaris.
A la dècada dels 70, va realitzar una obra conjunta amb Dieter Roth anomenada Arte Mezclado y Separado.
Al llarg de la seua carrera artística, la seua producció ha evolucionat notablement, va començar amb unes pintures pràcticament negres, però deixant alguns espais en blanc, fins que realitza unes sobrepintures que anuncia l'ús posterior de les fotografies per a pintar sobre elles. En aquestes últimes l'artista exagera les expressions i els sentiments i fa inclús gestos ridículs. S'anomenen Face Farces, en aquestes la pintura potencia el poder de les fotografies amb colors, generalment, rojos, grocs, blancs o negres que imiten figures.